# Тростяниця кострицева
Тростяниця кострицева, тростяниця кострицевидна (Scolochloa festucacea) — вид рослин родини тонконогові (Poaceae), поширений у помірній і субарктичній Євразії, США й Канаді.

## Опис
Багаторічна трав'яниста рослина 100—200 см завдовжки. Кореневища подовжені; м'ясисті. Стебла товсті, висхідні від лежачої основи, в нижніх вузлах вкорінюються. Лігула 2–6 мм завдовжки. Листові пластини 15–30 × 0.5–1 см, шершаві; верхівки ниткоподібні. Волоть 15–30 см завдовжки, сріблясто-біла, розлога, з шорсткими 3-гранними гілочками. Колоски 3–5-квіткові, 7–11 мм завдовжки. Колоскові луски довго загострені, трохи нерівні; нижня квіткова луска 5–10 мм довжиною, біля основи з 2 пучками коротких волосків, 2-зубчаста. Пиляки 2.5–3.4 мм. 2n = 28.

## Поширення
Поширений у помірній і субарктичній Євразії, США й Канаді. Населяє дрібні повільні потоки, болота.
В Україні зростає на болотах, берегах водойм і в воді — в Поліссі, Лісостепу і пн. ч. Степу, зрідка. Знайдена також в ок. Херсона та Закарпатської обл. (м. Теребля).

## Використання
Це кормова трава, яка забезпечує сіно із заболочених ділянок.